# Storia della Giamaica

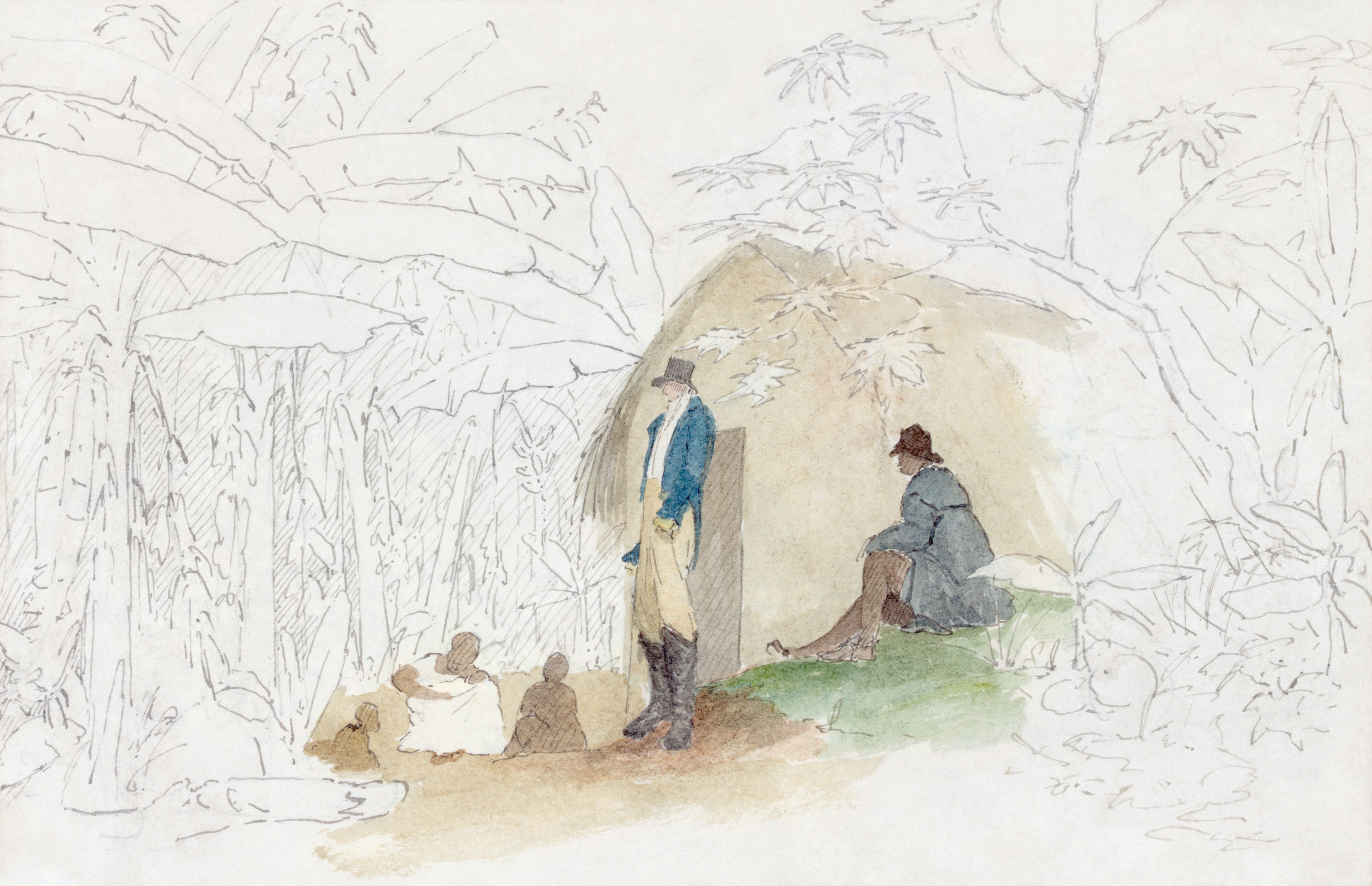
Raffigurazione della vita domestica giamaicana nell'Ottocento

## Prime popolazioni e arrivo degli europei
Il primo popolo ad abitare la Giamaica furono i Taino, i quali, provenendo dal Sud America, vi si stabilirono intorno all'anno 1000 e chiamarono il paese Xamayca, che significa paese ricco d'acqua e di foreste. La storia dell'isola può essere ricostruita macroscopicamente tramite la suddivisione in diversi periodi, contraddistinti da fatti peculiari.
La prima epoca è quella delle spedizioni di Cristoforo Colombo attraverso l'Atlantico: il navigatore genovese raggiunse l'isola durante il suo secondo viaggio (1494), ma essa fu materialmente occupata solamente alcuni anni più tardi, quando, nel 1504, l'esploratore Juan de Esquivel, proveniente dalla vicina Santo Domingo, la annesse ai domini dell'impero ispanico.
Similmente all'esperienza storica delle isole Bahamas, l'incontro fra i colonizzatori europei e gli indigeni fu assolutamente pacifico, ma l'esasperata ricerca di manodopera servile da parte degli spagnoli portò a una disastrosa inflazione del numero dei nativi presenti sull'isola. Il trattamento “innaturale” nei confronti delle popolazioni Arawaki, secondo alcune stime recenti, ne ridusse drasticamente il numero, tanto che, nella seconda metà del XVI secolo, non ve ne era assolutamente più traccia.

## Prime colonizzazioni europee
Il primo vero e proprio insediamento degli spagnoli venne fondato sulla costa nord, nell'attuale distretto di St. Ann; in seguito furono dislocate in maniera più omogenea nuovi insediamenti quali Sevilla la Nueva e Santiago de la Vega, l'odierna Spanish Town (nel sud dell'isola), il cui nome ricorda il passato coloniale ispanico. L'isola di Giamaica appartenne per quasi un secolo e mezzo agli spagnoli, che vi istituirono una propria colonia, la Giamaica spagnola (o Colonia di Santiago). Come in molte parti del Sud America, tuttavia, la Spagna non sviluppò alcun tipo di attività fiorente, limitandosi a una mera “toccata e fuga”, che si concretizzava nel massiccio dirottamento di risorse verso la madrepatria.
La scarsa presa territoriale e la debolezza delle strutture politiche degli spagnoli determinarono, a partire dal XVII secolo, un interessamento da parte della potenza coloniale in ascesa, l'Inghilterra. Il 10 maggio 1655, un corpo di marinai inglesi sbarcò nel porto di Kingston e marciò (praticamente indisturbato) sulla “capitale” Santiago. La spedizione, avvenuta in pieno periodo cromwelliano, non fu altro che un progetto estemporaneo ottimamente orchestrato dall'ammiraglio Penn: secondo il proposito originario, la flotta britannica avrebbe dovuto sbarcare sull'isola di Hispaniola, ma, non riuscendovi, riparò in Giamaica. L'impresa militare inglese fu del tutto soddisfacente, poiché nel giro di pochi giorni la colonia spagnola venne conquistata. Tuttavia, gli spagnoli superstiti diedero vita a una feroce guerriglia all'interno del paese: la catena montuosa delle Blue Mountains offrì un perfetto riparo ai combattenti; almeno sino al 1660, anno in cui la resistenza ispanica fu costretta a ripiegare a Cuba.

## Inizio effettivo della dominazione inglese
La Spagna riconobbe ufficialmente la sovranità britannica sulla Giamaica con il Trattato di Madrid del 1670, conclusivo della guerra anglo-spagnola scoppiata nel 1665: lL'isola divenne quindi una colonia della corona britannica, la Colonia della Giamaica. La dominazione inglese dell'isola poté attuarsi pienamente solamente dopo l'arrivo di una Commissione dalla madrepatria e l'istituzione della carica di Governatore di Giamaica, al quale venne affiancato un Consiglio coloniale (1661), eletto dagli stessi coloni inglesi. L'isola di Giamaica giocò un ruolo strategico per il controllo cdf del Mar dei Caraibi, nonché la base strategica da cui gli inglesi erano in grado di lanciare attacchi mirati (molto spesso appoggiandosi alla pirateria) alle colonie e ai commerci dei concorrenti.
Tuttavia, la Giamaica rappresentò un cruccio alquanto spinoso per le truppe di Sua Maestà, poiché il XVII secolo segnò l'inizio della spietata lotta dei Maroon, che abitavano l'interno del paese. Il popolo Maroon non era assolutamente un gruppo etnico indigeno, ma si trattava di un residuo coloniale spagnolo: questa popolazione era formata dai discendenti degli schiavi liberati dagli ispanici. I diversi tentativi di debellare un simile ostacolo alla colonizzazione dell'interno ottennero sempre scarsissimi risultati perché, anche durante il periodo dell'importazione della manodopera africana, gli schiavi che riuscivano a scappare dalle piantagioni giamaicane andavano poi a ingrandire le file dei “selvaggi” Maroon.
La fierezza e la black consciousness giamaicane ha fatto sì che la “resistenza” (che non si espresse mai in un movimento politico organizzato) Maroon venisse mitizzata come la presa di coscienza dell'autodeterminazione della componente africana (che diventerà poi maggioritaria) nei confronti di quella bianca e inglese; non a caso, come riconoscimento al valore della lotta contro gli inglesi, Nanny dei Maroons (la “amazzone” che li guidava) fu nominata eroina nazionale. Una peculiare trasformazione nel sistema di produzione si verificò intorno alla fine del XVIII secolo. La perdita di preminenza dell'industria e dell'agricoltura saccarifera dell'isola, dovuta all'aumento dei costi di produzione (e alla conseguente perdita di competitività sul mercato mondiale), segnò il declino dello sfruttamento del modello schiavista. Verso la fine del XVIII secolo ricordiamo inoltre la Guerra dei cimarroni (1795-1796), contro il governo coloniale britannico dell'isola.

## Fine della schiavitù

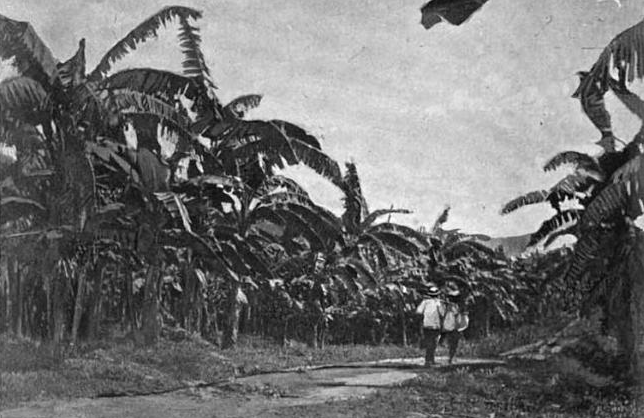
Piantagioni di banane a Port Antonio, 1894 circa

L'Emancipation Act del 1838, approvato dal Parlamento britannico, pose formalmente fine allo sfruttamento della popolazione di colore: essi vennero affrancati e poterono percepire regolarmente salari e compensi per i lavori agricoli o industriali svolti. La risoluzione della Corona che abolì la pratica schiavista fu il culmine di un processo di lotte sociali che aveva visto la nascita di un movimento organizzato sotto la guida del Reverendo Sam Sharpe, anch'egli eroe nazionale giamaicano. Sharpe, rimasto celebre (la piazza principale di Montego Bay è tuttora a lui intitolata) per il proprio carisma, fu a capo della "sommossa di Natale" (Sam Sharpe Rebellion) del 1831.
L'implosione del sistema schiavista convertì l'ex manodopera delle piantagioni in piccoli proprietari, ridotti a mettere a coltura le zone impervie dell'interno, ovvero le terre marginali abbarbicate sulle Blue Mountains. Molto spesso, la nuova forza lavoro si riuniva attorno a comunità o villaggi (molto simili al modello gesuita), organizzati e sponsorizzati dalle chiese cristiane o battiste.
Le lotte legate al possesso della terra (o meglio, alla mancata redistribuzione della stessa) furono un tema centrale sino alla prima metà del XX secolo. In quest'ottica, l'evento saliente fu la ribellione di Morant Bay del 1838, in cui due fra i più illustri difensori dei diritti della popolazione povera e disagiata (George William Gordon e Paul Boggle) persero la vita.

## Nascita e conclusione della dittatura coloniale
Le crescenti proteste dei lavoratori costrinse la Gran Bretagna a instaurare una forma di “dittatura coloniale”. La crown colony prevedeva lo smantellamento del sistema rappresentativo e della costituzione vigente e l'imposizione di un governo autocratico, impersonato da un rappresentante della Corona, che impedisse qualsiasi forma di partecipazione politica, di aggregazione e di rappresentanza delle masse. Solamente dopo il biennio di rivolte anti-coloniali (1937-1938), la Crown Colony fu abolita: venne proclamata una nuova costituzione e reintrodotto il sistema rappresentativo, facilitando la transizione all'indipendenza.
In questo periodo, la coltura della canna da zucchero declinò definitivamente, ma lasciò spazio a una diversificazione della produzione agricola (un toccasana per il sistema economico): si instaurò a partire dagli anni Venti e Trenta un florido mercato di esportazione di banane, caffè e legno. Le vibranti proteste per la redistribuzione della terra del XIX secolo furono alla base anche del movimento nazionale per l'indipendenza. Nell'immediato, esso fu ispirato dalle idee politiche di Marcus Mosiah Garvey (anch'egli eroe nazionale) e dalle violente reazioni dei lavoratori agricoli e industriali alla crisi economica della Grande depressione.
I movimenti per l'organizzazione dei lavoratori funsero da veicoli ottimali per l'espressione di questa nascente coscienza politica. Uno dei leader più carismatici di questa era di trasformazioni fu indubbiamente Alexander Bustamante, che fondò la BITU (Bustamante Industrial Trade Union) nel 1938, catturando i consensi più fervidi del proletariato isolano. Politicamente, l'ondata di entusiasmo nazionale per un possibile autogoverno fu alla base della creazione dei due maggiori partiti di Giamaica. Norman Manley fondò il People's National Party (PNP), mentre Bustamante costituì il Jamaica Labour Party (JLP).
Il legame fra le dinamiche politiche e le unioni sindacali giocò un ruolo determinante nella transizione verso l'indipendenza e nel mantenimento (praticamente ininterrotto sino ad oggi) del regime democratico, facilitando la strutturazione del sistema partitico attorno al PNP e al JLP. La ricerca del consenso democratico (tramite l'istituto del voto) e il legame strettissimo con le organizzazioni sindacali, determinò l'insorgere di forme evidenti di “clientelismo democratico”: il malcontento della popolazione veniva così, tramite politiche populiste e clientelari, “anestetizzato” a tutti i livelli della scala sociale.
Il ventennio 1942 – 1962 segnò alcune tappe importantissime sia a livello economico che politico. La seconda guerra mondiale, aveva sancito la fine della Gran Bretagna come grande potenza mondiale, cui si erano sostituiti gli Stati Uniti d'America. Essi avevano fin dall'inizio rimpiazzato gli inglesi come principale partner commerciale della Giamaica, che, durante la guerra, aveva potuto trarre beneficio dalla grande domanda di materie prime come il ferro, l'alluminio e la bauxite. Gli anni seguenti alla conflitto mondiale furono segnati da una quasi inarrestabile migrazione dall'isola verso gli USA e l'Europa, sulle ali della crescente domanda di lavoro a basso costo per la ricostruzione industriale.
Politicamente, il sistema di dominazione coloniale iniziò a scricchiolare pericolosamente vista l'apparente maturità politica e democratica dimostrata. La WIF (West Indies Federation), ossia l'ultimo tentativo di ritardare l'indipendenza operato dalla Corona britannica che intendeva legare la Giamaica in un sistema a dominanza inglese, fu rigettata dal referendum popolare del 19 settembre 1961. Il 6 agosto 1962 il Parlamento giamaicano proclamò l'indipendenza, liberandosi di 500 anni di retaggio coloniale.

## La Giamaica indipendente

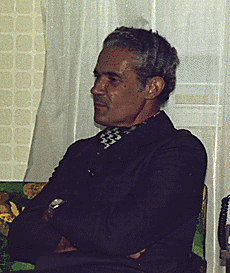
Michael Manley

Il già citato Bustamante, laburista, divenne il primo presidente della Giamaica libera e mantenne il suo ruolo per un quinquennio. Per un lungo periodo l'isola visse un regime di alternanza democratica tra i due partiti maggiori, il JLP e il PNP: quest'ultimo salì al potere per la prima volta nel 1972 con Michael Manley, il quale normalizzò le relazioni diplomatiche con Cuba ma il cui secondo mandato fu caratterizzato da un inasprimento della violenza politica.
Nel 1980 la presidenza passò a Edward Seaga, che invertì la marcia del suo predecessore dando vita a una serie di privatizzazioni in campo economico e rimarcando l'alleanza del governo caraibico e gli Stati Uniti. Nel 1989 tornò al potere Manley, che si presentò agli elettori con un programma più moderato rispetto all'esperienza precedente. Dimessosi nel 1992 per motivi di salute, lasciò il posto al nuovo leader del PNP Percival James Patterson.
Dal 2006 al 2007 e di nuovo dal 2012 come capo del governo si è insediata la prima donna presidente della Giamaica, Portia Simpson-Miller (PNP), la quale sembra intenzionata a rimuovere la regina Elisabetta II dal suo ruolo di capo di Stato giamaicano.